# Fight or Flight (álbum de Emily Osment)
Fight or Flight —en español: Luchar o Huir— es el álbum debut de la cantautora estadounidense, Emily Osment. El álbum fue lanzado el 5 de octubre del 2010 bajo el sello discográfico de Wind-up Records. Después del lanzamiento de su EP debut en el 2009, All the Right Wrongs, Osment comenzó a trabajar en este álbum a finales del 2009 y hasta mediados del 2010.

## Antecedentes
En diciembre del 2009, Osment anunció planes para comenzar a trabajar en su álbum debut, después de que la promoción de All the Right Wrongs terminara. Ella siguió escribiendo canciones durante el rodaje de la tercera temporada de Hannah Montana. Señaló que el sonido en el álbum sería diferente de la música que se escuchó en su EP debut, llamando a uno más "maduro" de sonido.
El 24 de marzo del 2010, Osment confirmó que su álbum debut sería lanzado en el verano del 2010. El 3 de junio del mismo año, Osment anunció que el álbum se retrasó para su lanzamiento a inicios del otoño, y más tarde confirmó la fecha del lanzamiento del álbum para el 5 de octubre, así como anunció el título "Fight or Flight". La portada del disco fue revelada el 17 de agosto, y la lista de canciones el 20 de agosto por el Twitter oficial de Osment.
El video musical para Let's Be Friends fue estrenado el 23 de agosto en la web oficial de Osment. El 7 de septiembre, Lovesick debutó como segundo sencillo del álbum en JSYK.com recibiendo buenos comentarios, fue lanzado en las radios el 19 de octubre.
El álbum fue lanzado en los Estados Unidos el 5 de octubre. El álbum debutó en el puesto #170 en el Billboard 200, asimismo en el #2 del Billboard Top Heatseekers chart.

## Sencillos
- "Let's Be Friends", siendo lanzado el 8 de junio del 2010, alcanzando los primeros lugares de los charts de Alemania. El vídeo musical oficial debutó el 23 de agosto del 2010 en VEVO.
- "Lovesick", lanzado en las radio en octubre del 2010. El video musical oficial fue estrenado el 14 de enero de 2011. El video fue estrenado en VEVO el 19 de enero de 2011.[6]

## Lista de Canciones
| Edición estándar |                                               |                                                      |          |  |
| N.º              | Título                                        | Escritor(es)                                         | Duración |  |
| 1.               | «Lovesick»                                    | Emily Osment, Toby Gad, Lindy Robbins                | 3:23     |  |
| 2.               | «Get Yer Yah-Yah's Out»                       | Osment, David Gamson, Oliver Leiber, Shelley Peikens | 2:56     |  |
| 3.               | «1-800 Clap Your Hands (The Water Is Rising)» | Osment, Adam Schlesinger                             | 3:31     |  |
| 4.               | «Marisol»                                     | Osment, Schlesinger                                  | 4:11     |  |
| 5.               | «The Cycle»                                   | Osment, Derek Fuhrmann                               | 2:31     |  |
| 6.               | «All the Boys Want»                           | Osment, Matthew Bair, Ron Aniello                    | 2:19     |  |
| 7.               | «Double Talk»                                 | Osment, Schlesinger                                  | 2:52     |  |
| 8.               | «Truth or Dare»                               | Osment, Bair                                         | 3:02     |  |
| 9.               | «Let's Be Friends»                            | Osment, Gad, Mandi Perkins                           | 3:05     |  |
| 10.              | «You Get Me Through»                          | Osment, Schlesinger                                  | 3:43     |  |
| 11.              | «Gotta Believe in Something»                  | Osment, Fuhrmann, Nellee Hooper                      | 3:20     |  |

| Brasil Bonus Tracks |                        |                                                 |          |  |
| N.º                 | Título                 | Escritor(es)                                    | Duración |  |
| 12.                 | «All The Way Up»       | Osment, Anthony Fagenson, James Maxwell Collins | 3:10     |  |
| 13.                 | «You Are The Only One» | Osment, Fagenson, Collins                       | 2:56     |  |
| 40:58               |                        |                                                 |          |  |

| Japón Bonus Tracks |                            |                     |          |  |
| N.º                | Título                     | Escritor(es)        | Duración |  |
| 12.                | «Jerkface Loser Boyfriend» | Osment, Schlesinger | 3:33     |  |
| 38:25              |                            |                     |          |  |

| iTunes Bonus Tracks |                                           |                  |          |  |
| N.º                 | Título                                    | Escritor(es)     | Duración |  |
| 12.                 | «The Game (The Cycle)» (Acoustic Version) | Osment, Fuhrmann | 2:08     |  |
| 37:00               |                                           |                  |          |  |

## Personal
- Emily Osment: vocales, escritura
- Plain White T's: escritura
- Toby Gad: escritura, producción
- Mandi Perkins: escritura
- Jake Gosling: remix
- Nik Hughes: batería
- Kevin McPherson: bajo
- Kylen Deporten: guitarra, guitarra eléctrica
- Brady Leffler: piano
- Nelle Hoper: producción

## Lanzamientos
| País            | Fecha                    | Discográfica       |
| --------------- | ------------------------ | ------------------ |
| Canadá[         | 28 de septiembre de 2010 | Wind-up Records    |
| Alemania        | 5 de octubre de 2010     | EMI Music Alemania |
| Estados Unidos  | 5 de octubre de 2010     | Wind-up Records    |
| Brasil          | 5 de octubre de 2010     | EMI Music Brasil   |
| Japón           | 6 de octubre de 2010     | EMI Music Japón    |
| Resto del mundo | 18 de octubre de 2010    | EMI                |
| España          | 2 de noviembre de 2010   | EMI Music España   |
| Italia          | 2 de noviembre de 2010   | EMI Music Italia   |

## Posicionamiento
| Lista (2010)                   | Posición |
| ------------------------------ | -------- |
| Brasil Albums (Billboard)      | 10       |
| Bulgaria Top 20 Álbumes (IFPI) | 1(2)     |
| Polish Albums Chart            | 3        |
| (Spanish Albums Chart)         | 76       |
| UK Albums Chart                | 18       |
| US Billboard 200               | 170      |
| U.S. Billboard Top Heatseekers | 2        |